# 三堂街镇
三堂街镇，是中华人民共和国湖南省益阳市桃江县下辖的一个乡镇级行政单位。

## 行政区划
三堂街镇下辖以下地区：
三堂街社区、接龙桥村、湖莲坪村、郭家洲村、荆竹界村、晚谷回民村、合水桥村、龙家塅村、大屋山村、三堂街村、花桥坪回族村、龙牙坪村、胡家坳村、九峰村、沿潭口村、赤塘村、王母村、天子仑村和乌旗山村。